# 第二十英勇凯旋军团
第二十英勇凯旋军团（拉丁語：Legio XX Valeria Victrix）古罗马军队建制名称。由屋大维于约公元前31年后建立并存在至公元4世纪。该军团在提贝里乌斯带领下参与了公元6年发生的马科曼尼战争，在克劳狄一世带领下于公元43年入侵不列颠，是罗马帝国出征的四个军团之一（其他包括第二奥古斯塔军团、第九西班牙军团和第十四合组军团）。在之后的“四帝之年”，它隶属维特里乌斯。该军团凭借在公元2世纪前期修建的防御工事哈德良长城和安多宁长城而闻名于世。